# 索拉雅·伊凡迪亞利-巴克提亞利
索拉雅·伊凡迪亞利-巴克提亞利（波斯語：ثریا اسفندیاری بختیاری，1932年6月22日—2001年10月26日）是伊朗末代沙王穆罕默德·礼萨·巴列维的第二任王后。離婚後她失去了王后的頭銜，但獲得「伊朗公主」的稱號。她其後在法國發展演藝事業，終生沒有再婚。

## 早年生活
索拉雅來自伊朗的名門家族：父親是一名部落貴族及外交官（曾擔任伊朗駐西德大使）、母親是一名來自俄國莫斯科的德國女人。她還有一名弟弟。

## 婚姻
1948年，當時還在求學的索拉雅被介紹給當時剛離婚的伊朗沙王巴列维認識；她很快便接受了沙王的求婚。兩人在1951年2月12日舉行了盛大的婚禮，賓客多達2,000人，新娘的奢華婚紗是由巴黎名師迪奥設計。
因為索拉雅婚後數年仍沒有懷孕，兩人的婚姻在1958年開始出現危機。她亦拒絕接受丈夫另娶多一名妻子，兩人在沒有選擇之下決定離婚。巴列維在同年3月21日向伊朗人民宣布離異的消息。